# Cupa României 2009-2010
Stagiunea 2009-10 în Cupa României la fotbal a fost al 72-lea sezon al competiției eliminatorii din România. Faza întâi a avut loc pe 15 iulie 2009, iar finala a fost programată la 26 mai 2010 la Iași. CFR Cluj a câștigat trofeul pentru al treilea an consecutiv, trecând de FC Vaslui în ultimul act după executarea loviturilor de departajare. La capătul a 90 de minute și a prelungirilor, scorul a fost egal, 0-0.

## Faza I
Meciurile au avut loc miercuri 15 și joi 16 iulie 2009. Au intrat în competiție cele 42 de câștigătoare ale fazei județene a competiției și 98 de echipe din Liga a III-a.
| Gazde                         | Scorul         | Oaspeți                              |
| ----------------------------- | -------------- | ------------------------------------ |
| C.S. AS Roma (BT)             | 3-01           | Luceafărul M. Eminescu (BT)          |
| Rapid Dumești (IS)            | 0-0 (3-2 pen.) | Politehnica 2 Iași                   |
| FCM 2 Bacău                   | 3-01           | CFR Pașcani (IS)                     |
| Willy 2 Bacău                 | 1-0            | Pambac Bacău                         |
| Willy Bacău                   | 4-1            | Aerostar Bacău                       |
| Dorna Vatra Dornei (SV)       | 0-4            | Rapid CFR Suceava                    |
| ASA Miercurea Ciuc (HR)       | 3-01           | Rarăul Câmpulung Moldovenesc (SV)    |
| Biruința Gheraiești (NT)      | 0-6            | Laminorul Roman (NT)                 |
| Ceahlăul 2 Piatra Neamț       | 1-1 (4-2 pen.) | Cetatea Tg. Neamț                    |
| FC Girceni 2008 (VS)          | 3-01           | FC Bârlad (VS)                       |
| FCM Dunărea 2 Galați          | 0-1            | Politehnica Galați                   |
| Stelele Vrancei               | 1-0            | CSM Focșani (VN)                     |
| Zagon Păpăuți (CV)            | 0-1 (d.p.)     | FC Panciu (VN)                       |
| Recolta Tufești (BR)          | 0-3            | CF Brăila                            |
| CS Năvodari (CT)              | 0-33           | Viitorul Însurăței (BR)              |
| Petrolul 2 Berca (BZ)         | 1-7            | Petrolul Berca (BZ)                  |
| AS Municipal Constanța        | 2-0            | Portul Constanța                     |
| CSM Medgidia (CT)             | 6-0            | Callatis Mangalia (CT)               |
| CS Eforie (CT)                | 2-0            | Farul 2 Constanța                    |
| Arrubium Macin (TL)           | 3-02           | Săgeata Stejaru (TL)                 |
| Abatorul Slobozia (IL)        | 1-1 (9-8 pen.) | Unirea Slobozia (IL)                 |
| Rapid Clejani (GR)            | 0-1            | Victoria 2008 Adunații Copăceni (GR) |
| FCM Alexandria (TR)           | 0-1            | Petrolul Videle (TR)                 |
| Inter Gaz București           | 0-33           | Rapid 2 București                    |
| Comprest GIM București        | 3-01           | Rocar ANEFS București                |
| Progresul 2 București         | 0-33           | Juventus București                   |
| FCM Câmpina (PH)              | 0-33           | Kaproni Boldești (PH)                |
| Petrolul 2 Ploiești (PH)      | 0-33           | Conpet Ploiești (PH)                 |
| Intersport Plopeni (PH)       | 4-6 (d.p.)     | Chimia Brazi (PH)                    |
| AFC Filipeștii de Pădure (PH) | 0-3            | Electrosid Titu (DB)                 |
| Gaz Metan Finta (DB)          | 3-01           | Viitorul Pucioasa (DB)               |
| Național Călărași             | 2-10           | Dunărea Călărași                     |
| CS Corbeanca (IF)             | 0-33           | ASC Clinceni (IF)                    |
| FC Argeș 2                    | 3-0            | ACS Berceni (IF)                     |
| FC Argeș 3                    | 4-2            | Muscelul Câmpulung (AG)              |

| Gazde                       | Scorul         | Oaspeți                             |
| --------------------------- | -------------- | ----------------------------------- |
| FC Balș (OT)                | 0-33           | FC Caracal (OT)                     |
| Petrolul Potcoava (OT)      | 0-1            | Alro Slatina (OT)                   |
| CS CFR Craiova (DJ)         | 0-33           | Progresul Corabia (DJ)              |
| CS Triumf Bârca (DJ)        | 2-0            | Armata Craiova (DJ)                 |
| Petrom Chimia Craiova (DJ)  | 0-1            | Prometeu Craiova (DJ)               |
| Ghecon Lăpușata (VL)        | 2-2 (2-4 pen.) | Oltchim Rm. Vâlcea                  |
| CS Ralbex Turcinești (GJ)   | 3-2 (d.p.)     | Minerul Motru (GJ)                  |
| Energia Rovinari (GJ)       | 0-1            | Minerul Mătăsari (GJ)               |
| Dunărea Pristol (MH)        | 0-33           | Minerul Mehedinți                   |
| Jiul Rovinari (GJ)          | 3-01           | Building Vânju Mare (MH)            |
| Minerul Anina (CS)          | 3-01           | FCM Reșița (CS)                     |
| FC Râșnov (BV)              | 0-0 (6-5 pen.) | Unirea Tărlungeni (BV)              |
| FC Săcele (BV)              | 0-33           | CF Predeal (BV)                     |
| Royal Brașov                | 3-01           | Victoria Bod (BV)                   |
| Viitorul Agarbiciu (SB)     | 2-3            | FC Cisnădie (SB)                    |
| Ena Inter Fagaraș (BV)      | 2-1            | Gaz Metan Tg. Mureș                 |
| AS Acatari (MS)             | 0-4            | Unirea Ungheni (MS)                 |
| Unirea Dej (CJ)             | 1-0            | Avântul Reghin (MS)                 |
| Arieșul 2 Turda (CJ)        | 2-15           | Seso Iara (CJ)                      |
| Sănătatea Cluj              | 3-01, 5        | CFR 2 Cluj                          |
| Progresul Jelna (BN)        | 1-6            | Gloria 2 Bistrița                   |
| FC Zlatna (AB)              | 1-0            | CSM Sebeș (AB)                      |
| AS Pro Nădlac (AR)          | 2-1            | CS Ineu (AR)                        |
| Gloria CTP Arad             | 5-2            | Național Sebiș (AR)                 |
| FC Chișoda (TM)             | 2-5            | FC Timișoara 2                      |
| Unirea Sânnicolau Mare (TM) | 2-3            | Nuova Mama Mia Becicherecu Mic (TM) |
| Calor Timișoara             | 0-34           | Viitorul Sânandrei (TM)             |
| Alto Gradimento Albina (TM) | 0-34           | Progresul Gătaia (TM)               |
| Rapid Jibou (SJ)            | 2-7            | CF Zalău (SJ)                       |
| CS Gama Homoroade (SM)      | 0-2            | FC Bihor 2 Oradea                   |
| CS Izvorul Cociuba (BH)     | 0-4            | Bihorul Beiuș (BH)                  |
| Corvinul Hunedoara (HD)     | 0-33           | CF Liberty 2 Oradea (BH)            |
| CS Vulcan (HD)              | 0-2            | Dacia Orăștie (HD)                  |
| Retezatul Hațeg (HD)        | 0-33           | Marmosim Simeria (HD)               |
| AS Vetrix Satulung (MM)     | 4-2            | Marmația Sighet (MM)                |

1Echipele oaspete nu s-au prezentat la meci.
2Echipa oaspete a folosit mai multe schimbări decât permite regulamentul.
3Echipele gazdă nu s-au prezentat la meci.
4Meci decis la masa verde din cauza lipsei asistenței medicale la stadion.
5Inițial fuseseră programate întâlnirile Arieșul 2 Turda ( CJ ) – CFR 2 Cluj și Seso Iara ( CJ ) – Sănătatea Cluj, dar a fost făcută o rocadă.

## Faza a II-a
Jocurile au fost programate pe 29 iulie 2009. Alături de cele 70 de învingătoare din Faza I, au participat și celelalte 10 echipe din Liga a III-a.
| Gazde                   | Scorul         | Oaspeți                              |
| ----------------------- | -------------- | ------------------------------------ |
| C.S. AS Roma (BT)       | 1-3 (d.p.)     | Rapid CFR Suceava (SV)               |
| Rapid Dumești (IS)      | 2-0            | CFR Pașcani (IS)                     |
| Ceahlăul 2 Piatra Neamț | 3-01           | Laminorul Roman (NT)                 |
| FC Girceni 2008 (VS)    | 3-01           | Luceafărul Lotus Felix (NT)          |
| Stelele Vrancei         | 1-5            | FC Panciu (VN)                       |
| Willy 2 Bacău           | 4-6            | Willy Bacău                          |
| Politehnica Galați      | 2-1            | Oțelul 2 Galați                      |
| Arrubium Măcin (TL)     | 0-8            | CF Brăila                            |
| Viitorul Însurăței (BR) | 0-0 (4-1 pen.) | Petrolul Berca (BZ)                  |
| AS Municipal Constanța  | 3-02           | CSM Medgidia (CT)                    |
| CS Eforie (CT)          | 1-2            | Viitorul Constanța                   |
| Abatorul Slobozia (IL)  | 1-3            | Chimia Brazi (PH)                    |
| Kaproni Boldești (PH)   | 3-2            | Conpet Ploiești (PH)                 |
| Dunărea Călărași        | 3-01           | Prefab Modelu (CL)                   |
| ASC Clinceni (IF)       | 5-1            | Victoria 2008 Adunații Copăceni (GR) |
| Rapid 2 București       | 3-01           | Progresul București                  |
| Comprest GIM București  | 0-4            | Juventus București                   |
| Petrolul Videle (TR)    | 1-0            | Alro Slatina (OT)                    |
| Gaz Metan Finta (DB)    | 1-3            | Electrosid Titu (DB)                 |
| FC Argeș 2              | 2-2 (3-5 pen.) | FCM Târgoviște (DB)                  |

| Gazde                           | Scorul         | Oaspeți                   |
| ------------------------------- | -------------- | ------------------------- |
| FC Argeș 3                      | 0-4            | Oltchim Râmnicu Vâlcea    |
| Prometeu Craiova (DJ)           | 1-0            | FC Caracal (OT)           |
| Triumf Bârca (DJ)               | 3-2 (d.p.)     | Progresul Corabia (DJ)    |
| CS Ralbex Turcinești (GJ)       | 0-2            | Minerul Mehedinți         |
| Minerul Mătăsari (GJ)           | 1-1 (5-4 pen.) | Jiul Rovinari (GJ)        |
| Minerul Anina (CS)              | 3-01           | Dacia Orăștie (HD)        |
| FC Zlatna (AB)                  | 1-0            | Marmosim Simeria (HD)     |
| Progresul Gătaia (TM)           | 0-2            | CFR Timișoara             |
| Nuova Mama Mia Becicherecul Mic | 2-1            | Viitorul Sânandrei (TM)   |
| AS Pro Nădlac (AR)              | 0-7            | FC Timișoara 2            |
| Gloria CTP Arad                 | 6-1            | ACU Arad                  |
| Ena Inter Fagaraș (BV)          | 3-2            | FC Cisnădie (SB)          |
| FC Râșnov (BV)                  | 2-1            | Royal Brașov              |
| CF Predeal (BV)                 | 3-01           | Forex Brașov              |
| ASA Miercurea Ciuc (HR)         | 1-3            | Unirea Ungheni (MS)       |
| AS Vetrix Satulung (MM)         | 0-2            | Gloria 2 Bistrița         |
| Arieșul 2 Turda (CJ)            | 1-3            | Unirea Dej (CJ)           |
| Sănătatea Cluj                  | 3-1            | Mechel Câmpia Turzii (CJ) |
| FC Bihor 2 Oradea               | 1-2            | CF Zalău (SJ)             |
| CF Liberty 2 Oradea(BH)         | 0-33           | Bihorul Beiuș (BH)        |

1Echipa oaspete nu s-a prezentat la meci.
2Echipa oaspete nu a avut vizele medicale.
3Echipa gazdă nu a avut vizele medicale.

## Faza a III-a
Meciurile au avut loc pe 8 august 2009 și s-au înfruntat cele 40 de calificate din runda precedentă.
| Gazde                  | Scorul         | Oaspeți                 |
| ---------------------- | -------------- | ----------------------- |
| Rapid Dumești          | 1-1 (3-5 pen.) | Rapid CFR Suceava       |
| FC Girceni 2008        | 0-2 (d.p.)     | Ceahlăul 2 Piatra Neamț |
| Willy Bacău            | 1-4            | FC Panciu               |
| CF Brăila              | 1-0            | Politehnica Galați      |
| Viitorul Însurăței     | 0-2            | Dunărea Călărași        |
| AS Municipal Constanța | 1-3            | Viitorul Constanța      |
| Chimia Brazi           | 2-1            | Kaproni Boldești        |
| Petrolul Videle        | 3-1            | ASC Clinceni            |
| Juventus București     | 1-4            | Rapid 2 București       |
| Electrosid Titu        | 2-2 (7-6 pen.) | FCM Târgoviște          |

| Gazde                           | Scorul | Oaspeți                |
| ------------------------------- | ------ | ---------------------- |
| Triumf Bârca                    | 4-1    | Prometeu Craiova       |
| Minerul Mătăsari                | 0-2    | Oltchim Râmnicu Vâlcea |
| Minerul Anina                   | 1-9    | Minerul Mehedinți      |
| Nuova Mama Mia Becicherecul Mic | 2-1    | FC Timișoara 2         |
| Gloria CTP Arad                 | 3-1    | CFR Timișoara          |
| FC Zlatna                       | 3-0 1  | Ena Inter Fagaraș      |
| Sănătatea Cluj                  | 1-0    | Unirea Ungheni         |
| FC Râșnov                       | 7-2    | CF Predeal             |
| Unirea Dej                      | 0-2    | Gloria 2 Bistrița      |
| CF Zalău                        | 1-0    | Bihorul Beiuș          |

1Echipa oaspete nu s-a prezentat la meci.

## Faza a IV-a
54 de echipe au luat parte la acest tur, programat pe 25 și 26 august 2009. Celor 20 de promovate din faza a III-a, li s-au adaugat 34 de echipe din Liga 2. FC Bihor și Farul Constanța s-au calificat direct în faza următoare după ce alte două echipe din Liga 2, FC CFR Timișoara și Săgeata Stejaru evoluaseră deja în Cupa României, fiind eliminate în rundele anterioare. Cele două fuseseră inițial incluse în Liga a III-a, astfel fiind înscrise în Cupa României în fazele incipiente.
| Gazde                       | Scorul          | Oaspeți            |
| --------------------------- | --------------- | ------------------ |
| Rapid CFR Suceava           | 2-3             | Botoșani           |
| Ceahlăul II Piatra Neamț⁠(d) | 0-1             | Cetatea Suceava    |
| FC Panciu                   | 1-2             | FCM Bacău          |
| Dacia Unirea Brăila         | 1-1 (9-10 pen.) | Dunărea Galați     |
| Viitorul Constanța          | 1-2             | Delta Tulcea       |
|                             |                 | Farul              |
| Dunărea Călărași            | 1-2             | Otopeni            |
| Dinamo II                   | 3-0             | Chiajna            |
| Steaua II                   | 2-2 (5-3 pen.)  | Voința Snagov      |
| Victoria Brănești           | 1-1 (6-7 pen.)  | Sportul Studențesc |
| Rapid II                    | 2-3             | Dunărea Giurgiu    |
| FC Râșnov                   | 0-3             | Tricolorul Breaza  |
| Chimia Brazi                | 0-0 (5-4 pen.)  | Petrolul Ploiești  |
| Petrolul Videle             | 0-3             | Mioveni            |

| Gazde                          | Scorul     | Oaspeți                   |
| ------------------------------ | ---------- | ------------------------- |
| Urban Titu                     | 1-0 (d.p.) | Argeș Pitești             |
| Triumf Bârca                   | 0-7        | Turnu Severin             |
| Oltchim Râmnicu Vâlcea         | 1-3 (d.p.) | Râmnicu Vâlcea            |
| Minerul Mehedinți              | 2-1        | Minerul Lupeni            |
| FC Zlatna                      | 2-1        | Mureșul Deva              |
| Jiul Petroșani                 | 1-4        | Drobeta-Turnu Severin     |
| Nuova Mama Mia Becicherecu Mic | 1-2        | Fortuna Covaci            |
| Gloria Arad                    | 1-2        | UTA Arad                  |
| Gloria II Bistrița             | 1-0        | F.C. Baia Mare            |
| Sănătatea Cluj                 | 1-0        | Universitatea Cluj        |
| Arieșul Turda                  | 0-2        | ASA Târgu Mureș           |
| FC Zalău                       | 1-0        | Silvania Șimleu Silvaniei |
| Râmnicu Sărat                  | 0-1        | Gloria Buzău              |
| FC Bihor                       |            |                           |

## Faza a V-a
Meciurile au avut loc pe 8, 9 și 10 septembrie 2009. S-au înfruntat cele 28 de echipe calificate din turul anterior.
| Gazde              | Scorul         | Oaspeți           |
| ------------------ | -------------- | ----------------- |
| Gloria II Bistrița | 3-0            | Cetatea Suceava   |
| FCM Bacău          | 1-0            | Botoșani          |
| Delta Tulcea       | 1-2            | Farul             |
| Dunărea Galați     | 1-0            | Gloria Buzău      |
| Sportul Studențesc | 5-0            | Dinamo II         |
| Steaua II          | 1-2            | Otopeni           |
| Chimia Brazi       | 1-1 (4-3 pen.) | Tricolorul Breaza |

| Gazde             | Scorul         | Oaspeți               |
| ----------------- | -------------- | --------------------- |
| Urban Titu        | 1-2            | Dunărea Giurgiu       |
| Mioveni           | 1-3 (d.p.)     | Râmnicu Vâlcea        |
| Minerul Mehedinți | 1-0            | Fortuna Covaci        |
| Turnu Severin     | 3-0            | Drobeta-Turnu Severin |
| FC Zlatna         | 2-2 (4-2 pen.) | UTA Arad              |
| Sănătatea Cluj    | 1-0            | ASA Târgu Mureș       |
| FC Zalău          | 1-3            | FC Bihor              |

## Șaisprezecimile de finală
Datele stabilite pentru acest tur au fost 22-24 septembrie 2009. Celor 14 calificate din faza a V-a li s-au adăugat cele 18 echipe din Liga 1.
| Gazde             | Scorul         | Oaspeți            |
| ----------------- | -------------- | ------------------ |
| FCM Bacău         | 0-2            | Steaua București   |
| Unirea Urziceni   | 3-0            | Sportul Studențesc |
| Chimia Brazi      | 0-5            | FC Vaslui          |
| CFR Cluj1         | 2-0            | Dunărea Galați     |
| Poli Timișoara    | 7-0            | Sănătatea Cluj     |
| Dinamo București2 | 5-0            | FC Zlatna          |
| Ceahlăul          | 1-1 (2-3 pen.) | Turnu Severin      |
| Gaz Metan         | 1-1 (5-4 pen.) | Râmnicu Vâlcea     |

| Gazde             | Scorul         | Oaspeți            |
| ----------------- | -------------- | ------------------ |
| FC Brașov         | 4-0 (d.p.)     | Otopeni            |
| Astra Ploiești    | 2-1 (d.p.)     | Farul              |
| Gloria Bistrița   | 3-0            | Dunărea Giurgiu    |
| Minerul Mehedinți | 1-1 (3-5 pen.) | Curtea de Argeș    |
| FC Bihor          | 0-2            | Rapid București    |
| FCU Craiova       | 4-0            | Gloria II Bistrița |
| Oțelul Galați     | 1-1 (4-3 pen.) | Unirea Alba Iulia  |
| ACSMU Poli Iași   | 3-1            | Pandurii           |

1Meciul fusese programat la Galați, dar stadionul Dunării nu îndeplinea condițiile necesare unei transmisiuni tv.
2Meciul trebuia inițial să se dispute la Zlatna, dar stadionul din localitate nu dispune de nocturnă omologată.

## Optimile de finală
| 27 octombrie 2009 19:00 | Gaz Metan | 0 - 1   | FC Vaslui    | Stadionul Municipal Gaz Metan, Mediaș Arbitru: Augustus Constantin (Râmnicu Vâlcea) |
| 27 octombrie 2009 19:00 |           | Cronică | 43' Burdujan | Stadionul Municipal Gaz Metan, Mediaș Arbitru: Augustus Constantin (Râmnicu Vâlcea) |

| 27 octombrie 2009 21:30 | Unirea Urziceni | 0 - 1   | FC Brașov           | Stadionul Tineretului, Urziceni Arbitru: Sebastian Colțescu (Craiova) |
| 27 octombrie 2009 21:30 |                 | Cronică | 12' (aut.) Munteanu | Stadionul Tineretului, Urziceni Arbitru: Sebastian Colțescu (Craiova) |

| 28 octombrie 2009 16:00 | Astra Ploiești      | 2 - 2 (d.p.) 6 - 5 (pen.) | Poli Timișoara       | Stadionul Astra, Ploiești Arbitru: Victor Berbecaru (Râmnicu Vâlcea) |
| 28 octombrie 2009 16:00 | Miranda 6' Păun 94' | Cronică                   | 19' Parks 102' Vrsic | Stadionul Astra, Ploiești Arbitru: Victor Berbecaru (Râmnicu Vâlcea) |

|                                                                             |       | Penaltiuri                                                                 |  |
| Seto · Gheorghe · Hatchi · Miranda · Păun · Rohat · Sandu · Đokić · Crăciun | 6 – 5 | Vrsic · Curtean · Stancu · Magera · Chiacu · Maxim · Luchin · Chițu · Mera |  |

| 28 octombrie 2009 18:15 | ACSMU Poli Iași | 0 - 3   | FCU Craiova                           | Stadionul Emil Alexandrescu, Iași Arbitru: Ovidiu Hațegan (Arad) |
| 28 octombrie 2009 18:15 |                 | Cronică | 26' (pen.), 42' M.Costea 87' F.Costea | Stadionul Emil Alexandrescu, Iași Arbitru: Ovidiu Hațegan (Arad) |

| 28 octombrie 2009 20:15 | Gloria Bistrița | 0 - 0 (d.p.) 5 - 4 (pen.) | Steaua București | Stadionul Gloria, Bistrița Arbitru: Istvan Kovacs (Carei) |
| 28 octombrie 2009 20:15 | Cronică         |                           |                  | Stadionul Gloria, Bistrița Arbitru: Istvan Kovacs (Carei) |

|                                              |       | Penaltiuri                                   |  |
| Borbély · Năstase · Săceanu · Hora · Coroian | 5 – 4 | Szekely · Baciu · Pleșan · Bibișkov · Moreno |  |

| 29 octombrie 2009 16:00 | Turnu Severin | 0 - 1   | CFR Cluj | Stadionul Ion Oblemenco, Craiova Arbitru: Radu Petrescu (București) |
| 29 octombrie 2009 16:00 |               | Cronică | 21' Nei  | Stadionul Ion Oblemenco, Craiova Arbitru: Radu Petrescu (București) |

| 29 octombrie 2009 18:15 | Curtea de Argeș                | 2 - 1   | Rapid București | Stadionul Dacia, Mioveni Arbitru: Cristian Balaj (Baia Mare) |
| 29 octombrie 2009 18:15 | Frăsineanu 12' (pen.) Stan 39' | Cronică | 55' Buga        | Stadionul Dacia, Mioveni Arbitru: Cristian Balaj (Baia Mare) |

| 29 octombrie 2009 20:15 | Dinamo București | 1 - 0   | Oțelul Galați | Stadionul Dinamo, București Arbitru: Mugurel Drăgănescu (Breaza) |
| 29 octombrie 2009 20:15 | Niculescu 75'    | Cronică |               | Stadionul Dinamo, București Arbitru: Mugurel Drăgănescu (Breaza) |

## Sferturile de finală
| 17 noiembrie 2009 19:00 | FC Brașov                               | 3 - 0   | Gloria Bistrița | Stadionul Silviu Ploeșteanu, Brașov Arbitru: Marius Avram (București) |
| 17 noiembrie 2009 19:00 | Hadnagy 4' Zaharia 30' Ilyeș 60' (pen.) | Cronică |                 | Stadionul Silviu Ploeșteanu, Brașov Arbitru: Marius Avram (București) |

| 18 noiembrie 2009 18:15 | FC Vaslui    | 1 - 0   | Curtea de Argeș | Stadionul Municipal, Vaslui Arbitru: Ovidiu Hațegan (Arad) |
| 18 noiembrie 2009 18:15 | Burdujan 87' | Cronică |                 | Stadionul Municipal, Vaslui Arbitru: Ovidiu Hațegan (Arad) |

| 18 noiembrie 2009 20:15 | FCU Craiova | 0 - 1   | CFR Cluj      | Stadionul Ion Oblemenco, Craiova Arbitru: Alexandru Tudor (București) |
| 18 noiembrie 2009 20:15 |             | Cronică | 24' Dubarbier | Stadionul Ion Oblemenco, Craiova Arbitru: Alexandru Tudor (București) |

| 19 noiembrie 2009 20:15 | Astra Ploiești  | 1 - 2   | Dinamo București    | Stadionul Astra, Ploiești Arbitru: Cristian Balaj (Baia Mare) |
| 19 noiembrie 2009 20:15 | Păun 16' (pen.) | Cronică | 9', 54' An. Cristea | Stadionul Astra, Ploiești Arbitru: Cristian Balaj (Baia Mare) |

## Semifinalele
Competiția a revenit la sistemul tur-retur în faza semifinalelor.

### Manșa tur
| 24 martie 2010 20:15 | Dinamo București | 1-1     | CFR Cluj | Stadionul Dinamo, București Spectatori: 8.000 Arbitru: Ovidiu Hațegan (Arad) |
| 24 martie 2010 20:15 | Goian 10'        | Cronică | 25' Koné | Stadionul Dinamo, București Spectatori: 8.000 Arbitru: Ovidiu Hațegan (Arad) |

| 25 martie 2010 20:15 | FC Brașov | 1-0     | FC Vaslui | Stadionul Silviu Ploeșteanu, Brașov Spectatori: 5.000 Arbitru: Marius Avram (București) |
| 25 martie 2010 20:15 | Ilyeș 5'  | Cronică |           | Stadionul Silviu Ploeșteanu, Brașov Spectatori: 5.000 Arbitru: Marius Avram (București) |

### Manșa retur
| 14 aprilie 2010 20:15 | CFR Cluj            | 2-1     | Dinamo București | Stadionul Dr. Constantin Rădulescu, Cluj Napoca Spectatori: 20.000 Arbitru: Alexandru Tudor (București) |
| 14 aprilie 2010 20:15 | Dică 52' Traoré 77' | Cronică | An.Cristea 74'   | Stadionul Dr. Constantin Rădulescu, Cluj Napoca Spectatori: 20.000 Arbitru: Alexandru Tudor (București) |

| 15 aprilie 2010 20:15 | FC Vaslui                                          | 4-0     | FC Brașov | Stadionul Municipal, Vaslui Spectatori: 5.000 Arbitru: Marius Avram (București) |
| 15 aprilie 2010 20:15 | Costin 27' Wesley 29' L. Sânmărtean 53' Costly 73' | Cronică |           | Stadionul Municipal, Vaslui Spectatori: 5.000 Arbitru: Marius Avram (București) |

## Finala
| 26 mai 2010 21:00 | CFR Cluj | 0-0 5-4 (pen.) | FC Vaslui | Stadionul Emil Alexandrescu, Iași Spectatori: 11.000 Arbitru: Alexandru Deaconu (București) |
| 26 mai 2010 21:00 |          |                |           | Stadionul Emil Alexandrescu, Iași Spectatori: 11.000 Arbitru: Alexandru Deaconu (București) |